# 117-й меридіан західної довготи
117-й меридіан західної довготи — лінія довготи, що лежить на 117 градусів західніше Гринвіцького меридіана. Вона проходить від Північного полюса через Північний Льодовитий океан, Північну Америку, Тихий океан, Південний океан та Антарктиду до Південного полюса.
117-й меридіан західної довготи формує велике коло разом із 63-тім меридіаном східної довготи.

## Список географічних об'єктів, що перетинає 117° зх. д.
Починаючи на Північному полюсі та рухаючись до Південного полюса, 117-й меридіан західної довготи проходить через:
| Координати                                                   | Країна, територія або море | Примітки |
| ------------------------------------------------------------ | -------------------------- | --- |
| 90°0′ пн. ш. 117°0′ зх. д. / 90.000° пн. ш. 117.000° зх. д.  | Північний Льодовитий океан | |
| 77°28′ пн. ш. 117°0′ зх. д. / 77.467° пн. ш. 117.000° зх. д. | Канада                     | Північно-Західні території — проходить через острів Принца Патріка                                                                                                  |
| 76°20′ пн. ш. 117°0′ зх. д. / 76.333° пн. ш. 117.000° зх. д. | Протока Фіцвільяма[en]     | |
| 76°12′ пн. ш. 117°0′ зх. д. / 76.200° пн. ш. 117.000° зх. д. | Протока Келлетт[en]        | |
| 75°44′ пн. ш. 117°0′ зх. д. / 75.733° пн. ш. 117.000° зх. д. | Канада                     | Північно-Західні території — проходить через острів Мелвілл |
| 75°34′ пн. ш. 117°0′ зх. д. / 75.567° пн. ш. 117.000° зх. д. | Затока Перчейз[en]         | |
| 75°29′ пн. ш. 117°0′ зх. д. / 75.483° пн. ш. 117.000° зх. д. | Канада                     | Північно-Західні території — проходить через острів Мелвілл |
| 75°9′ пн. ш. 117°0′ зх. д. / 75.150° пн. ш. 117.000° зх. д.  | Протока Мак-Клур           | |
| 74°7′ пн. ш. 117°0′ зх. д. / 74.117° пн. ш. 117.000° зх. д.  | Канада                     | Північно-Західні території — проходить через острів Бенкс |
| 73°7′ пн. ш. 117°0′ зх. д. / 73.117° пн. ш. 117.000° зх. д.  | Протока Принца Уельського  | |
| 72°57′ пн. ш. 117°0′ зх. д. / 72.950° пн. ш. 117.000° зх. д. | Канада                     | Північно-Західні території — проходить через острів Вікторія |
| 70°32′ пн. ш. 117°0′ зх. д. / 70.533° пн. ш. 117.000° зх. д. | Протока Принца Уельського  | |
| 70°6′ пн. ш. 117°0′ зх. д. / 70.100° пн. ш. 117.000° зх. д.  | Канада                     | Північно-Західні території — проходить через острів Вікторія Нунавут — проходить через острів Вікторія Північно-Західні території — проходить через острів Вікторія |
| 69°41′ пн. ш. 117°0′ зх. д. / 69.683° пн. ш. 117.000° зх. д. | Протока Долфін-енд-Юніон   | |
| 68°54′ пн. ш. 117°0′ зх. д. / 68.900° пн. ш. 117.000° зх. д. | Канада                     | Нунавут Північно-Західні території Альберта Британська Колумбія |
| 49°0′ пн. ш. 117°0′ зх. д. / 49.000° пн. ш. 117.000° зх. д.  | США                        | Айдахо Вашингтон Орегон Айдахо Орегон Айдахо Невада Каліфорнія — проходить через Санті                                                                              |
| 32°33′ пн. ш. 117°0′ зх. д. / 32.550° пн. ш. 117.000° зх. д. | Мексика                    | Нижня Каліфорнія — проходить східніше Тіхуана |
| 32°16′ пн. ш. 117°0′ зх. д. / 32.267° пн. ш. 117.000° зх. д. | Тихий океан                | |
| 60°0′ пд. ш. 117°0′ зх. д. / 60.000° пд. ш. 117.000° зх. д.  | Південний океан            | |
| 73°57′ пд. ш. 117°0′ зх. д. / 73.950° пд. ш. 117.000° зх. д. | Антарктида                 | Проходить через Землю Мері Берд, на яку жодна країна не претендує                                                                                                   |